# Louis Guillouet d'Orvilliers
Louis Guillouet d'Orvilliers, nato Louis Gilles Michel Guillouet, conte d'Orvilliers, (Moulins, 1710 – Moulins, 1792), è stato un ammiraglio francese.

## Biografia
Nacque a Moulins nell'Allier, ma presto si trasferì a Caienna, nella Guyana francese della quale il padre era all'epoca governatore. Entrato nell'esercito nel 1723 come tenente di un reggimento di fanteria, fu trasferito in marina nel 1728 e ivi fece una rapida e proficua carriera: distintosi durante la Battaglia di Minorca con l'ammiraglio De La Galissonière nel 1756, gli fu affidata una squadra navale a Santo Domingo e nel 1764 fu promosso viceammiraglio.
Durante la Guerra d'indipendenza americana (1777) ebbe il comando della flotta francese nell'Atlantico e tra il 23 e il 27 luglio 1778 vinse la battaglia di Ouessant contro l'ammiraglio inglese Lord Augustus Keppel. Purtroppo, dopo i primi successi andò incontro a numerose e pesanti sconfitte e fu sostituito dall'ammiraglio d'Estaing e fu egli stesso prigioniero degli inglesi a Portsmouth e a Plymouth nel 1783. Nel 1788 ebbe una crisi religiosa e morale e si ritirò nel seminario di Saint-Maglorie di Parigi. Tornato nella sua città vi morì nel 1792.